# Herensuge
Herensuge (prononcer « Héreinechougué ») est un serpent gigantesque dans la mythologie basque, variante de dragon. Il vole dans les airs et est généralement représenté avec sept grosses têtes.
Herensuge est l'une des créatures les plus importantes de la mythologie basque. Ses noms varient mais la permanence du suffixe « suge » (couleuvre, serpent) suffit à justifier sa nature. C'est en effet un serpent.
On trouve les noms de Erensugue (la prononciation -sugue est retranscrite avec ou sans « u »), Erensuge, Iraunsuge, Lerensuge, Herainsuge, Errensuge, Hensuge, Edensugue, Edeinsuge, Edaansuge, Igensuge, Iraunsuge.

## Origines et légendes
Lors de la création de la Terre, Herensuge s'accouple avec Sugaar (la déesse serpent, habituellement de type masculin comme le montre la finale -ar "mâle"), qui enfante alors du Soleil et de la Lune. Il avale ensuite la Terre tout entière puis la recrache. En l'espace de dix jours, il engloutit toute la Création pour la régurgiter dans les flammes. Puis, ayant accompli ces tâches, il s'endort.
Il est parfois dit posséder sept têtes, parfois une seule. On l'a localisé dans les grottes d'Azalegui ou d'Ertzagania, sur la montagne d'Ahuski, dans le gouffre de Saint-Michel-in-Excelsis sur le mont Aralar, et de nombreux autres lieux de la montagne basque. Il aspire par son souffle puissant les troupeaux qui passent à sa portée, voire les bergers, et les avale. C'est un avatar de cette légende qui traite du serpent géant du lac d'Isaby, dans le Lavedan,, et qu'on retrouve dans d'autres lieux pyrénéens. Dans certains contes basques tardifs, il serait le protecteur des Basajaunak.
Dans plusieurs contes, le serpent géant en flammes traverse le ciel et va s'abîmer dans l'Océan : un Herensuge à sept têtes vole dans un bruit terrible jusqu'à Itxasgorrieta (les mers rouges du couchant). Dans une autre légende, le fils du château de Çaro réussit à empoisonner Herensuge qui, s'embrasant, s'envole vers la mer, abattant au passage une partie de la forêt des Arbailles. À Saint-Michel-in-Excelsis du mont Aralar, c'est bien entendu l'archange tutélaire qui tue cette sorte de dragon. La seule différence avec le dragon traditionnel cracheur de feu, c'est que les serpents pyrénéens meurent du feu intérieur qui les consume : le forgeron d'Arbouix tue le serpent d'Isaby en lui faisant avaler des barres de fer rouge, les héros des légendes basques lui donnent une peau de bête remplie de poudre à canon enflammée.
Herensuge a, dans la tradition populaire, supplanté un autre serpent, Sugaar, ou Sugoi, principe mâle vraisemblablement plus ancien. On ne connaît pas exactement le sens de (H)eren, mais selon le bascologue Michel Morvan il doit signifier "mâle" comme -ar dans Sugaar. Il le rapproche de manière convaincante du dragon mythologique Erenkyl "serpent mâle" des Yakoutes de Sibérie.
Le thème du serpent volant est très répandu dans la plupart des mythologies. Il traverse le ciel en laissant une traînée de feu. Dans de nombreux cas en France, il affecte la forme de la Vouivre : il porte sur la tête une pierre précieuse d'une grande pureté, qu'il laisse sur la rive lorsqu'il va se baigner dans un lac ou un étang.

## Mort et résurrection
On dit qu'un jour, il parvint à enlever deux jeunes filles, mais que le chevalier Gaston de Belzunce le tua, libérant ainsi les deux malheureuses. Le preux chevalier mourut peu après de ses blessures.
Il est dit que, le jour où Herensuge se réveillera, il détruira le monde entier dans les flammes et le sang.